# Аксельссон, Дик
Дик Руберт Аксельссон (швед. Dick Rubert Axelsson; род. 25 апреля 1987, Стокгольм, Швеция) — шведский хоккеист, нападающий. Игрок сборной Швеции.

## Биография
Родился в Стокгольме в 1987 году. Воспитанник хоккейного клуба «Худдинге», выступал за команду в юношеским лигах Швеции. С 2005 по 2007 год выступал за клуб во второй лиге страны. В сезоне 2007/08 дебютировал в шведской элитной лиге за команду «Юргорден».
Сезон 2008/09 начинал в составе «Юргордена», затем перешёл в «Ферьестад», в составе которого стал чемпионом Швеции. В сезоне 2009/10 выступал за «Ферьестад», а также в Американской хоккейной лиге за команду «Гранд-Рапидс Гриффинс». В следующем сезоне в составе «Ферьестада» взял второй титул чемпиона Швеции.
В сезоне 2011/12 выступал за команду МОДО, с 2012 по 2014 год — в составе клуба «Фрёлунда». С 2014 по 2017 год отыграл три сезона в чемпионате Швейцарии за команду «Давос», в 2015 году стал чемпионом страны. В сезоне 2017/18 вернулся в «Ферьестад».
Играл за молодёжную сборную Швеции, с 2007 года выступает за основную сборную Швеции на Европейском хоккейном туре. В 2013 году впервые дебютировал на чемпионате мира по хоккею с шайбой, завоевал золото мирового первенства. В 2014 году стал бронзовым призёром чемпионата мира. В 2018 году выступал на Олимпийских играх в Пхёнчхане.